# Mesél az élet
A Mesél az élet Pain albuma, amely 2004-ben jelent meg.

## Számok
1. Intro (2:27)
2. Hárem (3:38)
3. Szívek (3:28)
4. Légy erős (4:02)
5. Próbáld újra (3:48)
6. Nagy fal (3:26)
7. Táncolj még (3:47)
8. Nyomor a pompa mögött (4:02)
9. Fel a kezeket (3:25)
10. Mindig… (3:30)
11. Mesél az élet (3:23)
12. Az ember mindent kibír (4:19)
13. Válassz (4:52)